# Linea U2 (metropolitana di Monaco di Baviera)
La linea U2 è una linea della metropolitana di Monaco di Baviera che collega la città da nord-ovest, con capolinea Feldmoching, ad est, attestandosi al capolinea di Messestadt-Ost, formando un arco che attraversa il centro urbano monacensi.

## Storia
Un primo segmento della linea attuale, compreso tra Scheidplatz e Innsbrucker Ring, fu attivato il 18 ottobre 1980. Faceva parte della U8 che univa Scheidplatz con Olympiazentrum.
Il 28 maggio 1983 fu aperto il segmento della U1 Hauptbahnhof-Rotkreuzplatz.
L'attuale U2 fu attivata il 20 novembre 1993 e univa Scheidplatz con Dülferstraße. Dülferstraße è stata il capolinea dal 1993 al 1996. Nel 1994, durante la costruzione del segmento Trudering-Messestadt-Ost, si verificò un incidente: il soffitto del nuovo tunnel crollò a causa di un'infiltrazione d'acqua e un autobus cadde nel cratere. Due passeggeri e un operaio morirono e i lavori subirono un ritardo.

## Percorso
La U2 inizia a nord a Feldmoching, dove si collega alla S1 per Frisinga/Aeroporto. Attraverso le stazioni Harthof e Am Hart, la U2 raggiunge Frankfurter Ring. Nel tunnel tra Am Hart e Frankfurter Ring si trova un disegno a onde bianche e blu, che è l'unica installazione artistica in un tunnel della U-Bahn di Monaco al di fuori delle stazioni.
Dopo la stazione di Milbertshofen, la U2 s'interseca con la linea U3 a Scheidplatz, dove è possibile l'interscambio tra i binari. Prima dell'apertura della tratta fino a Dülferstraße nel 1993, il percorso della U2 andava da Scheidplatz a Olympiazentrum, condividendo i binari con la U3. Attraverso il quartiere di Maxvorstadt, la U2 prosegue verso il centro di Monaco, raggiungendo le stazioni di Hohenzollernplatz, Josephsplatz, Theresienstraße e Königsplatz. A Königsplatz si trovano sulla piattaforma le opere d'arte della vicina Glyptothek.
Alla München Hauptbahnhof (stazione centrale di Monaco), l'U2 s'interseca l'U1, con cui condivide i binari fino a Kolumbusplatz.
Dopo Kolumbusplatz, la U2 prosegue verso est e raggiunge le stazioni di Silberhornstraße, Untersbergstraße e Giesing, con possibilità di interscambio con S3 e S7. Le stazioni successive sono Karl-Preis-Platz e Innsbrucker Ring, dove è possibile l'interscambio con la U5. Fino al 1999, anno in cui è stata aperta la diramazione per le stazioni di Messestadt, la U2 correva da qui a Neuperlach.
Attraverso le stazioni di Josephsburg e Kreillerstraße, la U2 raggiunge Trudering, che dispone di due binari in tunnel separati, collegati da due gallerie trasversali. 
Attraverso Moosfeld, la U2 raggiunge Messestadt-West e il suo capolinea Messestadt-Ost.